# Hruševska cesta, Ljubljana
Hruševska cesta je ena izmed cest v Ljubljani.

## Zgodovina
20. aprila 1939 je mestni svet poimenoval v Štepanji vasi obstoječo cesto kot Hruševsko cesto; predlog za tako ime so podali domačini na podlagi dejstva, da cesta vodi proti Hrušici.

## Urbanizem
Cesta poteka od križišča s Litijsko in Parmsko cesto do križišča s Bizoviško cesto.
Na cesto se (od zahoda proti vzhodu) povezujejo: Bilečanska, Ulica miru, Dergančeva, Kamnoseška, Ob potoku, Litijska cesta, Krožna pot, Cesta v kostanj, Trpinčeva, Bizoviška (več priključitev), Pot do šole).

## Javni potniški promet
Po delu Hruševske ceste poteka trasa mestnih avtobusnih linij št. 24. 
Skupaj so na cesti štiri postajališča mestnega potniškega prometa.

### Postajališča MPP
| postajališče      | št. linije |
| ----------------- | ---------- |
| 403072 Bilečanska | 24         |
| 404102 Krožna pot | 24         |
| 404112 Hruševska  | 24         |
| 404122 Bizovik    | 24         |

| postajališče      | št. linije |
| ----------------- | ---------- |
| 404123 Bizovik    | 24         |
| 404111 Hruševska  | 24         |
| 404101 Krožna pot | 24         |
| 403071 Bilečanska | 24         |